# Haslwald
Haslwald ist ein Weiler bei Fuschl am See im Bundesland Salzburg.
Der Ort liegt nordöstlich von Fuschl an der Wolfgangsee Straße in der Gemeinde Fuschl am See.